# Mistrzostwa Świata w Lekkoatletyce 2011 – rzut oszczepem mężczyzn
Rzut oszczepem mężczyzn – jedna z konkurencji rozgrywanych podczas lekkoatletycznych mistrzostw świata na Daegu Stadium w Taegu.
Obrońcą tytułu mistrzowskiego z 2009 roku był Norweg Andreas Thorkildsen. Ustalone przez IAAF minima kwalifikacyjne do mistrzostw wynosiły 82,00 (minimum A) oraz 79,50 (minimum B).

## Terminarz
| Data       | Godzina |            |
| ---------- | ------- | ---------- |
| 1 września | 19:00   | Eliminacje |
| 3 września | 19:10   | Finał      |

## Statystyki

### Rekordy
Tabela prezentuje rekord świata, rekordy poszczególnych kontynentów, mistrzostw świata, a także najlepszy rezultat na świecie w sezonie 2011 przed rozpoczęciem mistrzostw.

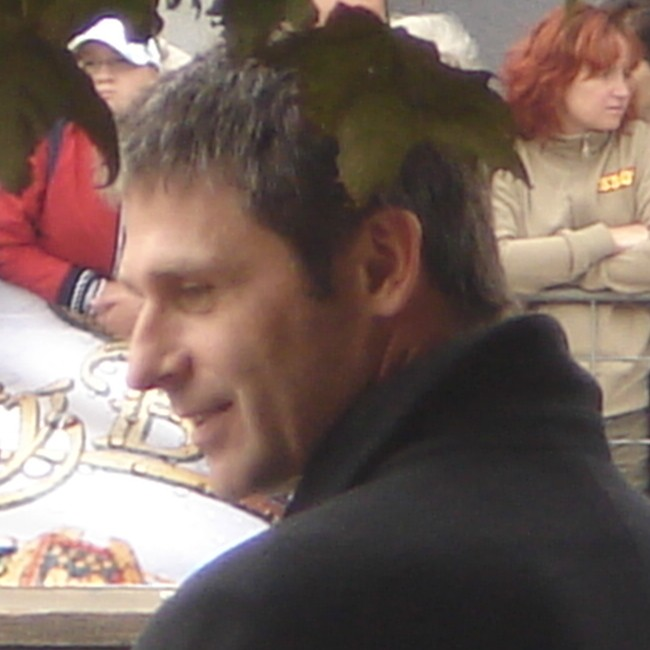
Jan Železný to rekordzista świata oraz Europy, a także mistrzostw świata

|                                                | Zawodnik            | Wynik | Miejsce      | Data                      | Źródło            |
| ---------------------------------------------- | ------------------- | ----- | ------------ | ------------------------- | ----------------- |
| Rekord świata                                  | Jan Železný         | 98,48 | Jena         | 25 maja 1996(dts)         | [ 3 ]             |
| Listy światowe                                 | Andreas Thorkildsen | 90,61 | Byrkjelo     | 14 sierpnia 2011(dts)     | [ 4 ] [ 5 ] [ 6 ] |
| Rekord mistrzostw świata                       | Jan Železný         | 92,80 | Edmonton     | 12 sierpnia 2001(dts)     | [ 7 ] [ 8 ]       |
| Rekord Afryki                                  | Marius Corbett      | 88,75 | Kuala Lumpur | 21 września 1998(dts)     | [ 9 ]             |
| Rekord Ameryki Północnej, Środkowej i Karaibów | Breaux Greer        | 91,29 | Indianapolis | 21 czerwca 2007(dts)      | [ 10 ]            |
| Rekord Ameryki Południowej                     | Edgar Baumann       | 84,70 | San Marcos   | 17 października 1999(dts) | [ 11 ]            |
| Rekord Australii i Oceanii                     | Jarrod Bannister    | 89,02 | Brisbane     | 29 lutego 2008(dts)       | [ 12 ]            |
| Rekord Azji                                    | Kazuhiro Mizoguchi  | 87,60 | San Jose     | 27 maja 1989(dts)         | [ 13 ]            |
| Rekord Europy                                  | Jan Železný         | 98,48 | Jena         | 25 maja 1995(dts)         | [ 14 ]            |

### Listy sezonu
Tabele prezentują pięć najlepszych wyników na świecie oraz na poszczególnych kontynentach w roku 2011 przed rozpoczęciem mistrzostw świata.
| Wynik | Zawodnik            | Data                | Miejsce  |
| ----- | ------------------- | ------------------- | -------- |
| 90,61 | Andreas Thorkildsen | 14 sierpnia(dts) br | Byrkjelo |
| 88,22 | Vadims Vasiļevskis  | 28 maja(dts) br     | Tartu    |
| 87,12 | Siergiej Makarow    | 30 czerwca(dts) br  | Lozanna  |
| 85,78 | Matthias de Zordo   | 31 maja(dts) br     | Ostrawa  |
| 85,33 | Tero Pitkämäki      | 15 maja(dts) br     | Szanghaj |

| Wynik | Zawodnik               | Data                | Miejsce      |
| ----- | ---------------------- | ------------------- | ------------ |
| 84,38 | John Robert Oosthuizen | 6 maja(dts) br      | Doha         |
| 77,80 | Bernard Crous          | 30 kwietnia(dts) br | Stellenbosch |
| 77,65 | Gerhardus Pienaar      | 11 marca(dts) br    | Bellville    |
| 76,17 | Gerbrandt Grobler      | 3 lipca(dts) br     | Pihtipudas   |
| 75,72 | Rocco van Rooyen       | 14 maja(dts) br     | Gaborone     |

| Wynik | Zawodnik          | Data             | Miejsce  |
| ----- | ----------------- | ---------------- | -------- |
| 83,27 | Yukifumi Murakami | 10 lipca(dts) br | Kobe     |
| 80,19 | Park Jae-myong    | 10 lipca(dts) br | Kobe     |
| 80,12 | Chen Qi           | 21 maja(dts) br  | Halle    |
| 79,55 | Jiang Xingyu      | 17 lipca(dts) br | Nanchang |
| 79,39 | Ivan Zaytsev      | 10 lipca(dts) br | Kobe     |

| Wynik | Zawodnik           | Data                | Miejsce  |
| ----- | ------------------ | ------------------- | -------- |
| 84,68 | Guillermo Martínez | 18 marca(dts) br    | Hawana   |
| 81,70 | Corey White        | 21 maja(dts) br     | Tucson   |
| 81,62 | Sean Furey         | 15 kwietnia(dts) br | Walnut   |
| 81,09 | Mike Hazle         | 21 maja(dts) br     | Tucson   |
| 80,86 | Cyrus Hostetler    | 25 lipca(dts) br    | Portland |

| Wynik | Zawodnik                | Data                | Miejsce      |
| ----- | ----------------------- | ------------------- | ------------ |
| 79,35 | Dairon Márquez          | 13 sierpnia(dts) br | Bogota       |
| 78,69 | Ignacio Guerra          | 1 kwietnia(dts) br  | Gainesville  |
| 77,83 | Arley Ibargüen          | 18 czerwca(dts) br  | Cali         |
| 77,70 | Júlio César de Oliveira | 17 maja(dts) br     | São Paulo    |
| 76,70 | Braian Toledo           | 5 marca(dts) br     | Buenos Aires |

| Wynik | Zawodnik         | Data                | Miejsce    |
| ----- | ---------------- | ------------------- | ---------- |
| 84,21 | Stuart Farquhar  | 29 lipca(dts) br    | Sztokholm  |
| 82,01 | Jarrod Bannister | 10 lipca(dts) br    | Birmingham |
| 80,45 | Leslie Copeland  | 17 sierpnia(dts) br | Shenzhen   |
| 74,15 | Hamish Peacock   | 17 lipca(dts) br    | Hobart     |
| 73,35 | Ben Baker        | 2 kwietnia(dts) br  | Sydney     |

## Lista startowa
21 sierpnia opublikowano listę startową zawodów. Do mistrzostw zgłoszono 42 zawodników z 26 krajów – dwa lata wcześniej, w Berlinie do mistrzostw zgłoszono w sumie 48 zawodników z 30 krajów. Wśród oszczepników znajdujących się na listach w zawodach nie wziął udziału Niemiec Till Wöschler – mistrz Europy młodzieżowców krótko przed imprezą w Korei doznał kontuzji ręki.

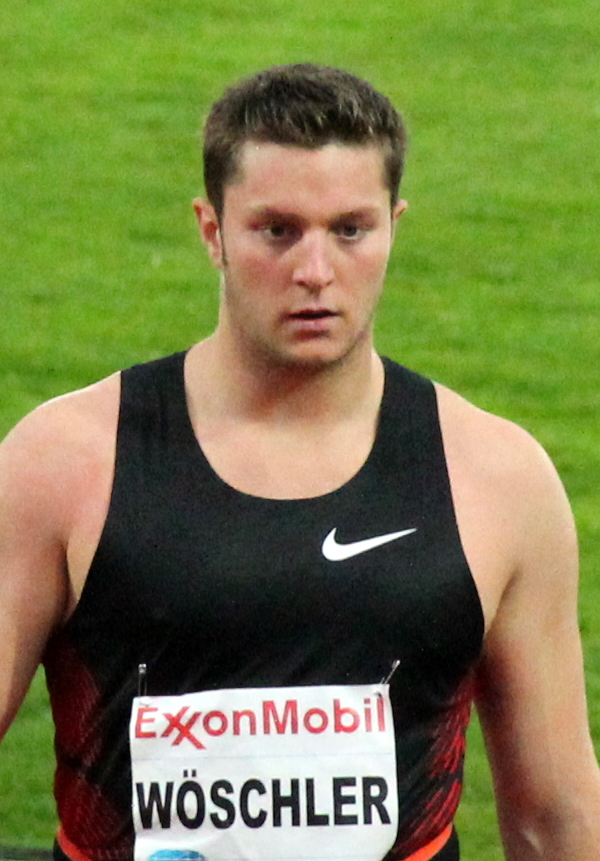
Niemiec Till Wöschler z powodu kontuzji nie wystartował w Taegu

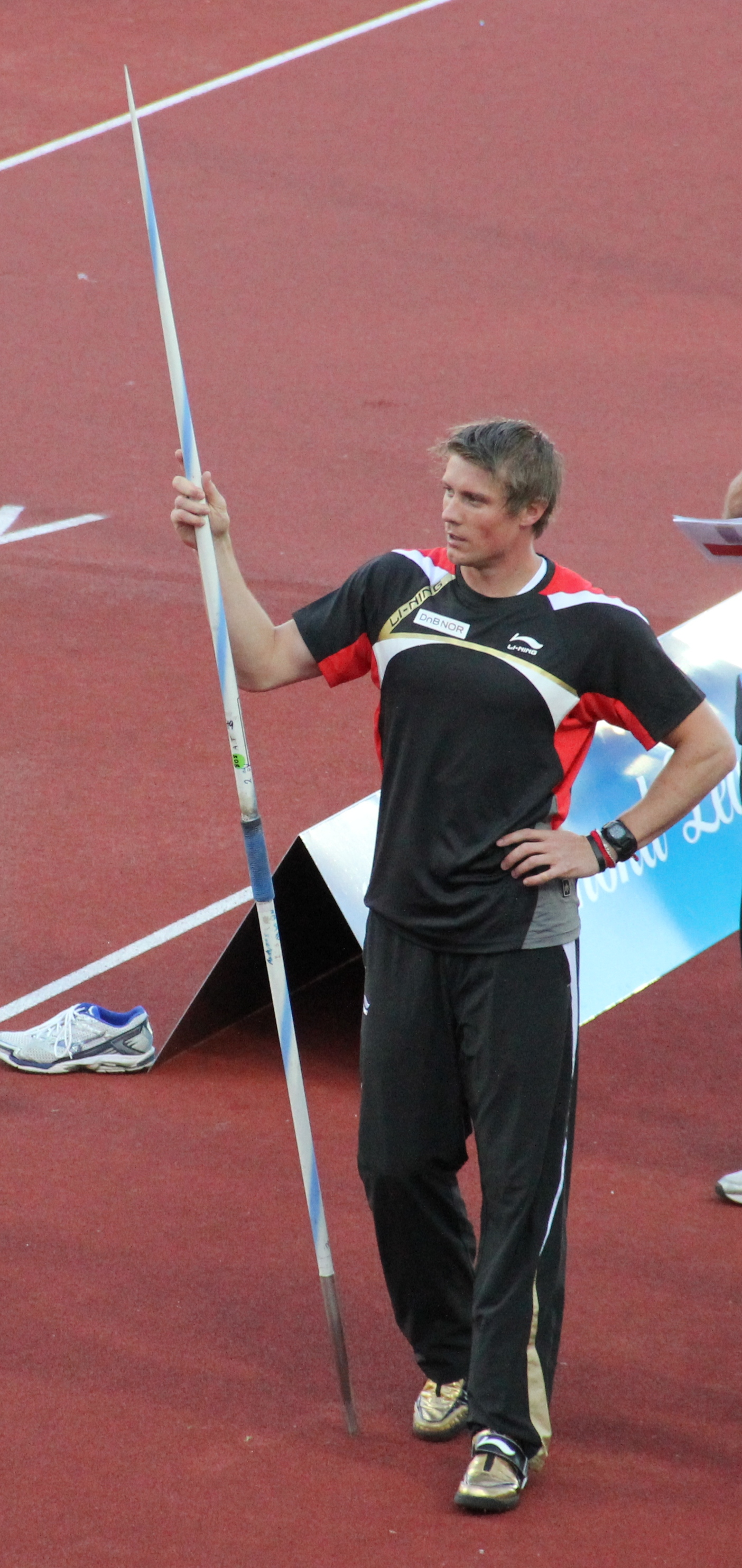
Obrońca złotego medalu Andreas Thorkildsen

| Nr.  | Zawodnik                 | Rok urodzenia | Reprezentacja     | SB    | PB    |
| ---- | ------------------------ | ------------- | ----------------- | ----- | ----- |
| 124  | Jarrod Bannister         | 1984          | Australia         | 82,01 | 89,02 |
| 224  | Scott Russell            | 1979          | Kanada            | 84,81 | 84,81 |
| 234  | Qi Chen                  | 1982          | Chiny             | 80,12 | 81,38 |
| 263  | Arley Ibargüen           | 1982          | Kolumbia          | 77,83 | 81,07 |
| 284  | Guillermo Martínez       | 1981          | Kuba              | 84,68 | 87,17 |
| 291  | Petr Frydrych            | 1988          | Czechy            | 85,32 | 88,23 |
| 296  | Jakub Vadlejch           | 1990          | Czechy            | 80,76 | 84,47 |
| 297  | Vítězslav Veselý         | 1983          | Czechy            | 83,59 | 86,45 |
| 314  | Ihab Abdelraham El Sayed | 1989          | Egipt             | 77,88 | 81,84 |
| 358  | Mihkel Kukk              | 1983          | Estonia           | 80,07 | 81,77 |
| 359  | Risto Mätas              | 1984          | Estonia           | 81,56 | 81,56 |
| 383  | Leslie Copeland          | 1988          | Fidżi             | 80,45 | 80,45 |
| 390  | Sampo Lehtola            | 1989          | Finlandia         | 83,77 | 83,77 |
| 391  | Ari Mannio               | 1987          | Finlandia         | 85,12 | 85,70 |
| 392  | Tero Pitkämäki           | 1982          | Finlandia         | 85,33 | 91,53 |
| 393  | Antti Ruuskanen          | 1984          | Finlandia         | 82,29 | 87,33 |
| 474  | Matthias de Zordo        | 1988          | Niemcy            | 85,78 | 87,81 |
| 480  | Mark Frank               | 1977          | Niemcy            | 82,54 | 84,88 |
| 509  | Till Wöschler            | 1991          | Niemcy            | 84,38 | 84,38 |
| 521  | Yervásios Fillippidis    | 1987          | Grecja            | 82,38 | 82,38 |
| 522  | Spirídon Lebésis         | 1987          | Grecja            | 81,12 | 82,90 |
| 625  | Yukifumi Murakami        | 1979          | Japonia           | 83,27 | 83,27 |
| 680  | Jung Sang-jin            | 1984          | Korea Południowa  | 79,15 | 80,89 |
| 722  | Ēriks Rags               | 1975          | Łotwa             | 80,87 | 86,47 |
| 723  | Zigismunds Sirmais       | 1992          | Łotwa             | 84,69 | 84,69 |
| 726  | Vadims Vasiļevskis       | 1982          | Łotwa             | 88,22 | 90,73 |
| 802  | Andreas Thorkildsen      | 1982          | Norwegia          | 90,61 | 91,59 |
| 806  | Stuart Farquhar          | 1982          | Nowa Zelandia     | 84,21 | 85,35 |
| 830  | Igor Janik               | 1983          | Polska            | 82,81 | 84,76 |
| 895  | John Robert Oosthuizen   | 1987          | Południowa Afryka | 84,38 | 86,80 |
| 915  | Aleksandr Iwanow         | 1982          | Rosja             | 82,17 | 88,90 |
| 920  | Siergiej Makarow         | 1973          | Rosja             | 87,12 | 92,61 |
| 932  | Dmitri Tarabin           | 1991          | Rosja             | 85,10 | 85,10 |
| 949  | Matija Kranjc            | 1984          | Słowenia          | 79,72 | 79,72 |
| 984  | Gabriel Wallin           | 1981          | Szwecja           | 80,88 | 80,88 |
| 1022 | Fatih Avan               | 1989          | Turcja            | 84,69 | 84,69 |
| 1041 | Roman Awramenko          | 1988          | Ukraina           | 84,30 | 84,30 |
| 1049 | Dmytro Kosynski          | 1989          | Ukraina           | 83,39 | 83,39 |
| 1053 | Ołeksandr Pjatnycia      | 1985          | Ukraina           | 82,61 | 84,11 |
| 1077 | Sean Furey               | 1982          | Stany Zjednoczone | 81,62 | 81,62 |
| 1083 | Mike Hazle               | 1979          | Stany Zjednoczone | 81,09 | 82,21 |
| 1139 | Rinat Tarzumanov         | 1984          | Uzbekistan        | 77,38 | 79,88 |

## Rezultaty

### Eliminacje
25 sierpnia na spotkaniu technicznym delegaci ustalili minimum kwalifikacyjne do finału na poziomie 82,50.
| Poz. | Grupa | Zawodnik                  | Reprezentacja     | #1    | #2    | #3    | Rezultat | Uwagi                     |
| ---- | ----- | ------------------------- | ----------------- | ----- | ----- | ----- | -------- | ------------------------- |
| 1    | A     | Guillermo Martínez        | Kuba              | 83.77 |       |       | 83.77    | Q                         |
| 2    | A     | Dmitri Tarabin            | Rosja             | x     | 82.92 |       | 82.92    | Q                         |
| 3    | B     | Stuart Farquhar           | Nowa Zelandia     | 82.10 | x     | -     | 82.10    | q                         |
| 4    | A     | Matthias de Zordo         | Niemcy            | 82.05 | 81.11 | x     | 82.05    | q                         |
| 5    | B     | Fatih Avan                | Turcja            | 80.27 | 77.68 | 81.94 | 81.94    | q                         |
| 6    | B     | Mark Frank                | Niemcy            | 80.96 | 81.93 | -     | 81.93    | q                         |
| 7    | A     | Andreas Thorkildsen       | Norwegia          | 79.36 | 80.85 | 81.83 | 81.83    | q                         |
| 8    | A     | Vítězslav Veselý          | Czechy            | 79.99 | 74.77 | 81.64 | 81.64    | q                         |
| 9    | B     | Roman Awramenko           | Ukraina           | 76.30 | x     | 81.46 | 81.46    | q                         |
| 10   | B     | Siergiej Makarow          | Rosja             | 81.42 | 80.18 | 78.33 | 81.42    | q                         |
| 11   | A     | Jarrod Bannister          | Australia         | 81.35 | x     | 75.91 | 81.35    | q                         |
| 12   | B     | Antti Ruuskanen           | Finlandia         | 79.54 | 81.03 | 78.14 | 81.03    | q                         |
| 13   | B     | Igor Janik                | Polska            | 80.88 | 76.63 | 78.98 | 80.88    |                           |
| 14   | B     | Ari Mannio                | Finlandia         | 74.09 | 80.27 | 79.31 | 80.27    |                           |
| 15   | A     | Yukifumi Murakami         | Japonia           | 80.19 | 78.04 | 74.93 | 80.19    |                           |
| 16   | A     | Jakub Vadlejch            | Czechy            | 68.32 | 80.08 | x     | 80.08    |                           |
| 17   | A     | Tero Pitkämäki            | Finlandia         | 78.21 | 79.46 | 76.05 | 79.46    |                           |
| 18   | B     | Chen Qi                   | Chiny             | x     | 74.28 | 78.42 | 78.42    |                           |
| 19   | A     | Scott Russell             | Kanada            | 76.47 | 77.49 | 74.23 | 77.49    |                           |
| 20   | A     | Ēriks Rags                | Łotwa             | 77.34 | x     | 76.23 | 77.34    |                           |
| 21   | A     | Yervásios Filippídis      | Grecja            | 76.66 | 70.42 | 73.41 | 76.66    |                           |
| 22   | B     | Leslie Copeland           | Fidżi             | 76.57 | 74.54 | 73.82 | 76.57    |                           |
| 23   | A     | Mihkel Kukk               | Estonia           | 73.21 | 72.10 | 76.42 | 76.42    |                           |
| 24   | B     | Petr Frydrych             | Czechy            | 75.38 | 76.18 | x     | 76.18    |                           |
| 25   | B     | Vadims Vasiļevskis        | Łotwa             | 74.67 | 75.23 | x     | 75.23    |                           |
| 26   | B     | Gabriel Wallin            | Szwecja           | 72.96 | 74.44 | 74.09 | 74.44    |                           |
| 27   | B     | Arley Ibargüen            | Kolumbia          | 73.22 | 74.02 | x     | 74.02    |                           |
| 28   | B     | Aleksandr Iwanow          | Rosja             | 73.81 | x     | x     | 73.81    |                           |
| 29   | A     | Ołeksandr Pjatnycia       | Ukraina           | 71.93 | 72.05 | 73.56 | 73.56    |                           |
| 30   | B     | Spirídon Lebésis          | Grecja            | x     | 73.35 | 70.44 | 73.35    |                           |
| 31   | A     | Matija Kranjc             | Słowenia          | 73.17 | x     | -     | 73.17    |                           |
| 32   | B     | Zigismunds Sirmais        | Łotwa             | 70.20 | x     | 73.16 | 73.16    |                           |
| 33   | A     | John Robert Oosthuizen    | Południowa Afryka | 69.65 | 73.14 | 72.79 | 73.14    |                           |
| 34   | B     | Jung Sang-jin             | Korea Południowa  | 72.03 | x     | x     | 72.03    |                           |
| 35   | A     | Ihab Al Sayed Abdelrahman | Egipt             | 71.99 | 68.00 | x     | 71.99    | Najlepszy wynik w sezonie |
| 36   | A     | Rinat Tarzumanov          | Uzbekistan        | x     | 67.07 | 70.32 | 70.32    |                           |
|      | A     | Mike Hazle                | Stany Zjednoczone |       |       |       | DNS      |                           |

### Finał
| Poz.   | Zawodnik            | Reprezentacja | #1    | #2    | #3    | #4    | #5    | #6    | Wynik | Uwagi                     |
| ------ | ------------------- | ------------- | ----- | ----- | ----- | ----- | ----- | ----- | ----- | ------------------------- |
| Złoto  | Matthias de Zordo   | Niemcy        | 86,27 | 85,51 | -     | -     | 82,88 | 81,40 | 86,27 | Najlepszy wynik w sezonie |
| Srebro | Andreas Thorkildsen | Norwegia      | 80,75 | 80,46 | 80,60 | 84,78 | X     | 80,28 | 84,78 |                           |
| Brąz   | Guillermo Martínez  | Kuba          | 84,30 | 80,12 | 80,09 | 76,99 | -     | 78,69 | 84,30 |                           |
| 4      | Vítězslav Veselý    | Czechy        | 81,19 | X     | 84,11 | 79,64 | 76,28 | X     | 84,11 | Najlepszy wynik w sezonie |
| 5      | Fatih Avan          | Turcja        | 78,24 | 83,34 | 78,96 | 79,87 | X     | 77,58 | 83,34 |                           |
| 6      | Roman Awramenko     | Ukraina       | 82,51 | X     | 82,20 | 79,71 | 78,87 | X     | 82,51 |                           |
| 7      | Jarrod Bannister    | Australia     | 82,25 | X     | -     | X     | 76,60 | X     | 82,25 | Najlepszy wynik w sezonie |
| 8      | Mark Frank          | Niemcy        | 78,78 | X     | 81,81 | 78,48 | 80,98 | 77,73 | 81,81 |                           |
| 9      | Antti Ruuskanen     | Finlandia     | X     | 79,46 | 79,06 |       |       |       | 79,46 |                           |
| 10     | Dmitri Tarabin      | Rosja         | X     | 79,06 | X     |       |       |       | 79,06 |                           |
| 11     | Stuart Farquhar     | Nowa Zelandia | 78,99 | 75,18 | 77,13 |       |       |       | 78,99 |                           |
| 12     | Siegiej Makarow     | Rosja         | 77,73 | 78,76 | 78,05 |       |       |       | 78,76 |                           |